# Winter (Delfin)

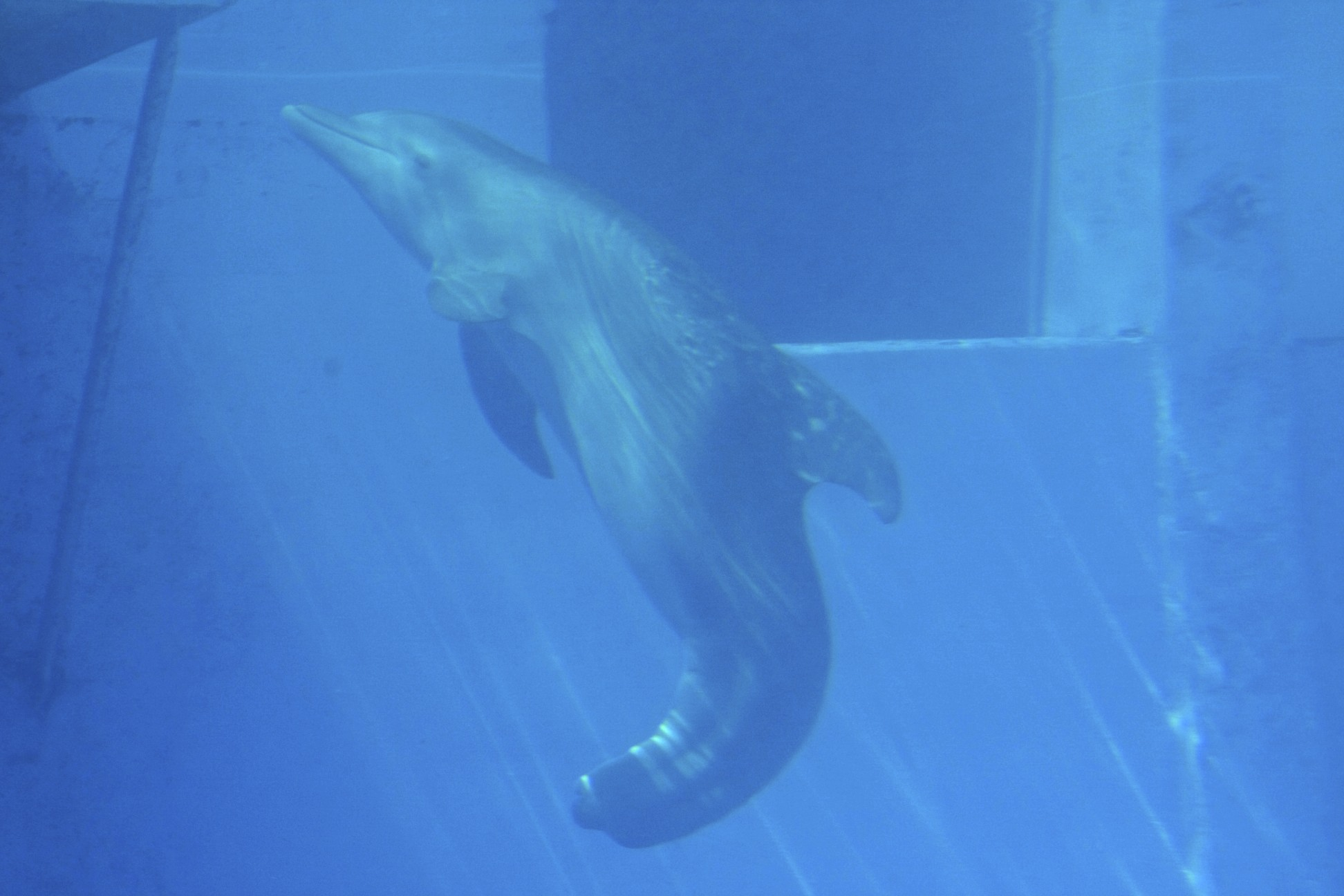
Winter im Aquarium (ohne Prothese)

Winter (* ca. Oktober 2005; † 11. November 2021 in Clearwater (Florida)) war ein weiblicher Großer Tümmler. Sie war, nach der japanischen Fuji, der zweite Delfin, dem eine Schwanzflossenprothese eingesetzt wurde. Über den ehemaligen Publikumsliebling des Clearwater Marine Aquarium in Clearwater (Florida) wurden die Tierfilme Mein Freund, der Delfin (2011) und Mein Freund, der Delfin 2 gedreht. Zudem wurden bereits Bücher sowie ein Computerspiel in Bezug auf das Tier veröffentlicht.
Winter wurde im Dezember 2005 von einem Fischer vor Florida aus Versehen mit einem Fangnetz gefangen. Dabei hatte sie sich schwer verletzt. Die Blutzufuhr zur Schwanzflosse war unterbrochen worden, die Schwanzflosse fiel ab. Winter bewegte sich mit den Seitenflossen voran, hatte jedoch keine großen Überlebenschancen.
Die Geschichte des Delfins weckte das Interesse der amerikanischen Medien. Der Prothesenhersteller Kevin Carroll wurde durch die Berichte auf das Tier aufmerksam und beschloss, erstmals einen neuen Schwanz für einen Delfin zu konstruieren.
Winter starb am 11. November 2021 an den Folgen einer Darmverdrehung.